# India Chattisgarh International 2022
Die India Chattisgarh  International 2022 im Badminton fanden vom 20. bis zum 25. September 2022 in Raipur statt. Es war die erste Auflage der Turnierserie.

## Medaillengewinner
| Disziplin    | Gold                             | Silber                                           | Bronze                                             |
| ------------ | -------------------------------- | ------------------------------------------------ | -------------------------------------------------- |
| Herreneinzel | Priyanshu Rajawat                | Subhankar Dey                                    | Yu Igarashi                                        |
| Herreneinzel | Priyanshu Rajawat                | Subhankar Dey                                    | Aditya Joshi                                       |
| Dameneinzel  | Tasnim Mir                       | Samiya Imad Farooqui                             | Malvika Bansod                                     |
| Dameneinzel  | Tasnim Mir                       | Samiya Imad Farooqui                             | Purva Barve                                        |
| Herrendoppel | Ishaan Bhatnagar K. Sai Pratheek | Krishna Prasad Garaga Vishnuvardhan Goud Panjala | Siddarth Elango Hema Nagendra Babu Thandarang      |
| Herrendoppel | Ishaan Bhatnagar K. Sai Pratheek | Krishna Prasad Garaga Vishnuvardhan Goud Panjala | Chaloempon Charoenkitamorn Nanthakarn Yordphaisong |
| Damendoppel  | Chisato Hoshi Miyu Takahashi     | Pooja Dandu Arathi Sara Sunil                    | Navya Kanderi Rakshitha Sree Santhosh Ramraj       |
| Damendoppel  | Chisato Hoshi Miyu Takahashi     | Pooja Dandu Arathi Sara Sunil                    | Apeksha Nayak Ramya Venkatesh                      |
| Mixed        | Rohan Kapoor Siki Reddy          | Ratchapol Makkasasithorn Chasinee Korepap        | Ishaan Bhatnagar Tanisha Crasto                    |
| Mixed        | Rohan Kapoor Siki Reddy          | Ratchapol Makkasasithorn Chasinee Korepap        | Gouse Shaik Maneesha Kukkapalli                    |